# ジュリアン・ラクリン
ジュリアン・ラクリン（Julian Rachlin、1974年12月8日 - ）は、リトアニア・ヴィリニュス出身のヴァイオリン奏者、ヴィオラ奏者および指揮者。ユダヤ系である。

## 経歴
1978年に両親に連れられオーストリアに移住。1983年にウィーン音楽院に入学するが、ロシアゆかりのヴァイオリン教育をボリス・クシュニールから受けるかたわら、ピンカス・ズーカーマンからも個人指導を受ける。
早くも1984年に神童として最初の公開演奏を開始。1988年には、「ユーロビジョン・ヤング・ミュージシャンズ」グランプリの称号を得て、ロリン・マゼール指揮ベルリン・フィルハーモニー管弦楽団と、リッカルド・ムーティ指揮ウィーン・フィルハーモニー管弦楽団とそれぞれ共演した最年少ソリストとなった。欧米で活動を繰り広げていく中で、ウラジミール・アシュケナージやベルナルト・ハイティンク、ジェームズ・レヴァイン、ズービン・メータ、アンドレ・プレヴィン等の指揮者とも共演した。2005年にはマゼール指揮ニューヨーク・フィルハーモニー管弦楽団により、カーネギー・ホールでのデビューも果たした。
協奏曲のソリストとして活躍するだけでなく、マルタ・アルゲリッチやナターリア・グートマン、ギドン・クレーメル、ムスティスラフ・ロストロポーヴィチらの巨匠と共演して室内楽を演奏しており、2000年にはユーリ・バシュメトと組んでクシシュトフ・ペンデレツキの《六重奏曲》を初演した。同年ドゥブロヴニクにおいて音楽祭「ジュリアン・ラクリンと仲間達」を立ち上げた。2000年からはヴィオラ奏者としても室内楽や協奏曲を演奏している。
ラクリンの録音のうち、ブラームス、サン＝サーンス、チャイコフスキー、シベリウスのヴァイオリン協奏曲や、ショスタコーヴィチのヴィオラ・ソナタは、評論家から絶賛された。2000年には、シエーナのキジアーナ音楽院から国際賞を授与された。
ジュゼッペ・グァルネリが1741年に造った「エクス・カロダス」をオーストリア国立銀行より貸与されて演奏に用いている。肩当ては、BONMUSICA社のBONMUSICAを使用している。
日本との関係では、2011年4月、福島第一原子力発電所の事故による放射能への不安を理由に、宮崎県で開催の第16回宮崎国際音楽祭を急遽辞退した。代わりに師のズーカーマンが「日本を元気づけたい」と出演を承諾した。
2023年からエルサレム交響楽団の音楽監督を務める。